# رودبال (سپیدان)
رودبال (سپیدان)، روستایی از توابع بخش همایجان شهرستان سپیدان در استان فارس ایران است.

## تاریخچه رودبال
رودبال ازچند دهستان کوچک شکل گرفته بنام وردی، شرونی (سپیدان)، دره حیدری(درهجیری) و خود رودبال می باشد
منطقه کنار رودخانه معروف به بارو می باشد که این نام تا قبل از نفوذ زبان عربی در زبان فارسی به پارود معروف بوده است.

## زبان
مردم این روستا اغلب به زبان لری سخن می گویند.

## جمعیت
این دهستان در بخش همایجان قرار دارد و براساس سرشماری مرکز آمار ایران در سال ۱۳۸۵، جمعیت آن ۱٬۸۹۹ نفر (۴۰۷خانوار) بوده‌است.

## مکانهای دیدنی
رودخانه رودبال
امامزاده له بید